# So Glossy and So Thin
So Glossy and So Thin ist ein Jazzalbum des Trios Jackson/Baker/Kirshner, bestehend aus Keefe Jackson, Jim Baker  und Julian Kirshner. Die am 10. Juni 2018 und am 29. September 2019 entstandenen Aufnahmen erschienen am 18. September 2020 auf dem Label Astral Spirits.

## Hintergrund
Der Saxophonist Keefe Jackson, der Pianist Jim Baker und der Schlagzeuger Julian Kirshner sind Musiker in Chicagos Jazz- und Improvisationsszene, als Stammgäste in den Spielstätten Elastic, Constellation, The Hungry Brain und anderen, wie Jim Bakers regelmäßige Auftritte am Montagabend im Beat Kitchen. Sie bildeten Mitte der 2010er-Jahre ein Trio, mit dem sie ihre zweite gemeinsame Veröffentlichung vorlegten, nach The Noisy Miner aus dem Jahr 2016. Die beiden rund 20-minütigen Tracks des Albums stammen aus zwei Auftritten im Veranstaltungsort The Hungry Brain in Roscoe Village, einem Viertel im North Center von Chicago, die 2018 und 2019 entstanden waren.

## Titelliste
- Jackson / Baker / Kirshner: So Glossy and So Thin (Astral Spirits AS129)[3]

1. Then 21:38
2. and again 23:45

## Rezeption
Die Leichtigkeit, mit der sie mit dieser Musik umgehen, mache selbst ihre entferntesten Momente zugänglich, notierte Marty Sartini Garner in Pitchfork. Der freudige Geist hinter den Erkundungen von Jackson, Baker und Kirshner mache So Glossy and So Thin zu einem der seltenen Free-Jazz-Alben, das sich leicht erschließe. Im Kern sei das Album nichts anderes als drei Musiker, die eine Umgebung schaffen, in der sie einige ihrer besten Ideen testen können, so der Autor. Bemerkenswerterweise zahle sich jede einzelne davon aus. Die Musik sei zwar nicht einfach, aber immer überzeugend, vergleichbar, wie wenn man einen Film in einer Fremdsprache ansieht: Auch wenn man der Handlung nicht folgen könne, sind die emotionalen Konturen verständlich.
Ähnlich äußerte sich der Autor des Online-Magazins Gramatune: „Dieses Chicago-Trio macht das seltene Free-Jazz-Album, das leichtgängig läuft, mit einer Anmut, die selbst die am weitesten entfernten Momente zugänglich macht“.